# 소토오토모촌
소토오토모촌(外小友村)은 아키타현 센보쿠군에 있던 촌이다.
현재의 다이센시 일부에 해당한다.

## 역사
- 1889년 4월 1일 - 정촌제 시행에 의해 소토오모토촌이 탄생하였다.
- 1955년 3월 31일 - 미나미나라오카촌과 합병해 난가이촌이 되었다.